# Isop
Isop (grec antic: Αἴσωπος, llatí: Aesopus) va ser un escriptor de faules grec que va viure al segle vii aC i del qual es desconeix la data exacta del naixement i la mort. Se'n conserven una sèrie de rondalles ara conegudes col·lectivament com a Faules d'Esop. Tot i que la seva existència no està clara i no sobreviu cap escrit sobre ell, nombrosos contes que se li atribueixen es van reunir al llarg dels segles i en moltes llengües en una tradició narrativa que continua fins als nostres dies. Molts dels contes relacionats amb ell es caracteritzen per personatges animals antropomòrfics.
Es poden trobar detalls dispersos de la vida d'Esop en fonts antigues, com Aristòtil, Heròdot i Plutarc. Una antiga obra literària anomenada The Aesop Romance explica una versió episòdica, probablement altament fictícia, de la seva vida, inclosa la descripció tradicional d'ell com un esclau (δοῦλος) sorprenentment lleig que amb la seva intel·ligència adquireix llibertat i esdevé conseller de reis i ciutats-estat. Les representacions d'Esop a la cultura popular durant els darrers 2.500 anys han inclòs moltes obres d'art i la seva aparició com a personatge en nombrosos llibres, pel·lícules, obres de teatre i programes de televisió.

## Biografia
Les primeres fonts gregues, inclòs Aristòtil, indiquen que Esop va néixer cap al 620 aC a la colònia grega de Mesèmbria. Alguns escriptors posteriors del període imperial romà (inclòs Fedre, que va adaptar les faules al llatí) diuen que va néixer a Frígia. El poeta del segle III Cal·límac el va anomenar «Esop de Sardes», i el posterior escriptor Màxim de Tir el va anomenar «el savi de Lídia».
Aristòtil i Heròdot apunten que Esop era un esclau a Samos; que els seus amos esclaus van ser primer un home anomenat Xanthus, i després un home anomenat Iadmon; que finalment devia ser alliberat, ja que donava arguments convincents per a defensar un sami ric; i que va trobar la seva fi a la ciutat de Delfos. Plutarc ens diu que Esop va arribar a Delfos amb una missió diplomàtica del rei Cresos de Lídia, que va insultar els habitants de Delfos, que va ser condemnat a mort per un presumpte càrrec de robatori del temple i que va ser llançat des d'un penya-segat (després del qual els habitants de Delfos van patir pestilència i fam). Abans d'aquest episodi fatal, Isop es va trobar amb Periandre de Corint, on Plutarc el fa sopar amb els set savis de Grècia i assegut al costat del seu amic Soló, a qui havia conegut a Sardes. Leslie Kurke suggereix que Esop va ser ell mateix «un candidat popular a ser incorporat» a la llista dels set savis.
L'any 1965, Ben Edwin Perry, un estudiós d'Isop i compilador de l'Índex Perry, va concloure que, a causa dels problemes de reconciliació cronològica que data la mort d'Èsope i el regnat de Cresos, «tot el testimoni antic sobre Esop que pertany a les seves associacions amb Cresos o amb qualsevol dels Grecs s'ha de tenir en compte que és una ficció literària». Perry també va rebutjar els relats de la mort d'Esop a Delfos com a simples llegendes de ficció. No obstant això, investigacions posteriors han establert que la possible missió diplomàtica de Cresos i la visita a Periandre «són coherents amb l'any de la mort d'Esop». Encara és problemàtica la història de Fedre, que mostra a Esop, a Atenes, relatant la faula de les granotes que demanaven un rei, perquè segons Fedre això succeeix durant el regnat de Pisístrat, que es va produir dècades després de la presumpta data de la mort d'Esop.

## Romanç d'Isop
Juntament amb les referències disperses a les fonts antigues sobre la vida i la mort d'Isop, hi ha una biografia molt probablement ficticia que ara s'anomena habitualment El Romanç d'Isop (també conegut com la Vita o La vida d'Isop o El llibre de Xant el filòsof i Isop el seu esclau), «una obra anònima de la literatura popular grega composta al voltant del segle II de la nostra època. «Igual que Romanç d'Alexandre, El Romanç d'Isop es va convertir en un llibre popular, una obra que no pertanyia a ningú, i escriptors ocasionals se sentien lliures de modificar com li convingués». Per això existeixen versions múltiples, de vegades contradictòries, d'aquesta obra. La versió més antiga coneguda probablement va ser composta al segle I d.C., però la història pot haver circulat en diferents versions durant segles abans que s'escrigués, i es pot demostrar que certs elements tenen l'origen al segle IV aC. Els estudiosos van rebutjar durant molt de temps qualsevol validesa històrica o biogràfica del Romanç d'Isop; l'estudi generalitzat de l'obra no va començar fins cap a finals del segle XX.
A Romanç d'Isop, Isop és un esclau d'origen frigi a l'illa de Samos, extremadament lleig. Al principi li manca el poder de la paraula, però després de mostrar bondat a una sacerdotessa d'Isis, la deessa li concedeix no només la parla sinó un do per a la narració intel·ligent, que utilitza alternativament per ajudar i confondre el seu mestre, Xanthus, avergonyint el filòsof davant dels seus estudiants i fins i tot dormint amb la seva dona. Després d'interpretar un presagi per a la gent de Samos, Isop rep la seva llibertat i actua com a emissari entre els samis i el rei Cresos. Més tard viatja a les corts de Licurg de Babilònia i Nectanabo d'Egipte – ambdós governants imaginaris - en una secció que sembla agafar en gran manera el romanç d'Ahiqar. La història acaba amb el viatge d'Isop a Delfos, on enfada els ciutadans explicant faules insultants, és condemnat a mort i, després de maleir la gent de Delfos, es veu obligat a saltar a la seva mort.

## Fabulista

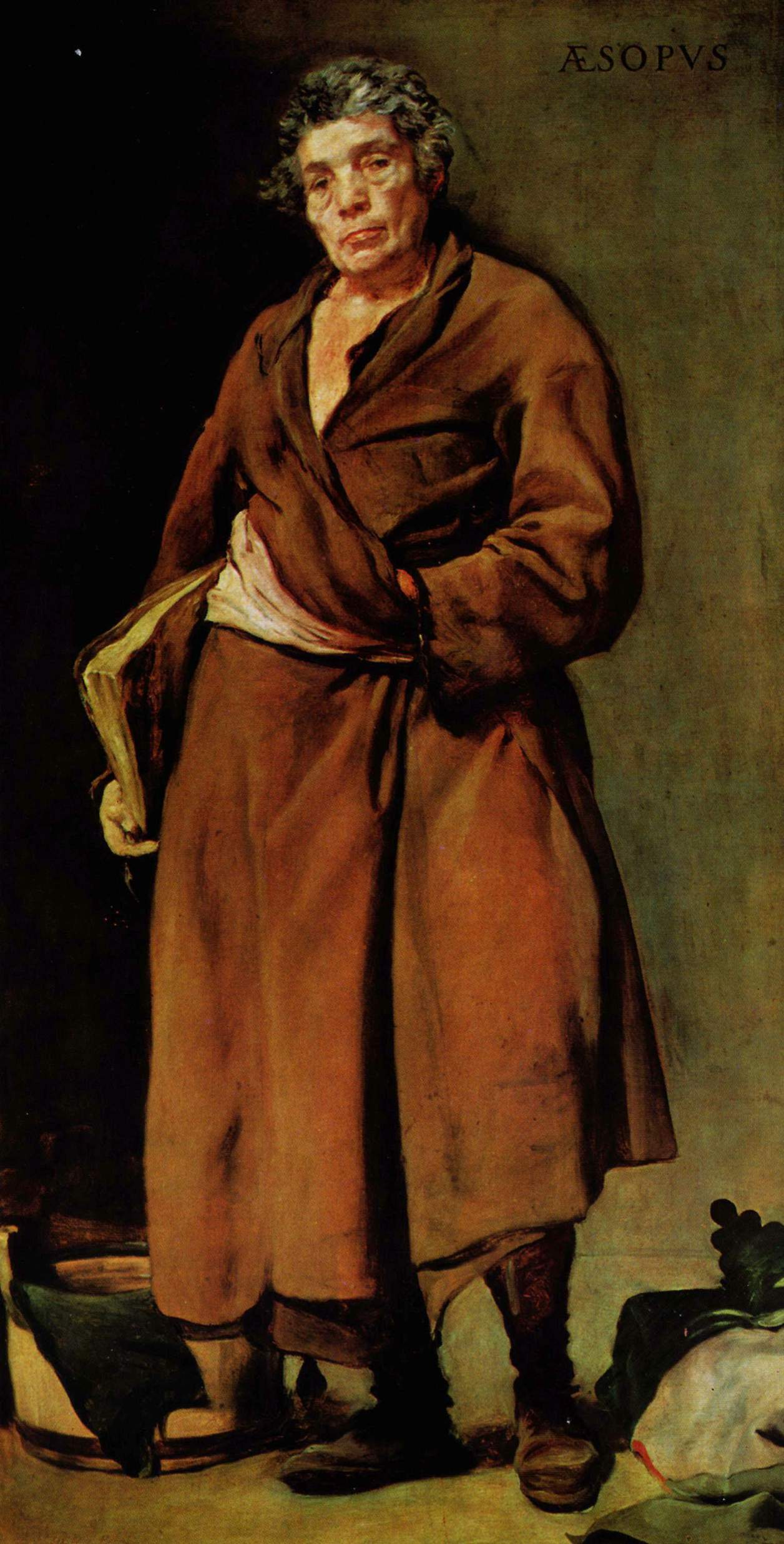
Representació d'Isop per Diego Velázquez

Les faules es basen en històries simples, protagonitzades per animals amb un missatge moral clar. L'objectiu és fomentar determinades virtuts o aconsellar com s'ha de comportar una persona en la vida quotidiana. Les faules van influir molts autors posteriors, especialment Jean de la Fontaine i Félix María Samaniego. Alguns personatges han esdevingut imatges arquetípiques i han estat emprats en altres obres de ficció. En la literatura moderna catalana, la companyia de teatre infantil Xip Xap va adaptar diverses faules a un context contemporani.
L'estructura de la faula isòpica ha estat definida per diversos autors, però la definició més completa s'atribueix a Nojgaard, que distingeix tres tipus de faules: les agonals, on hi ha antagonisme entre almenys dos personatges; les de situació, on no hi ha antagonisme entre els personatges, sinó una situació apurada, i les etiològiques, que serveixen per explicar l'origen d'alguna cosa. En la narració de les agonals hi ha d'haver almenys tres elements o moments imprescindibles:
1. La situació de partida en què es planteja un determinat conflicte, entre dues figures, generalment animals.
2. L'actuació dels personatges, que procedeix de la lliure decisió entre les possibilitats de la situació donada.
3. L'avaluació del comportament triat, que s'evidencia en el resultat pragmàtic, l'èxit o el fracàs produït per aquesta elecció, de vegades amb l'aparició d'un personatge sobrevingut o survenant aliè a l'acció que serveix per a la comprensió correcta de la faula.[19]

Algunes de les faules més famoses són:
- La cigala i la formiga: la formiga treballa tot l'estiu mentre la cigala es dedica a divertir-se, però quan arriba l'hivern és la formiga qui té aliment per sobreviure; és un elogi de l'esforç i la previsió.
- El noi que va cridar llop: un noi que habitualment feia broma sobre un llop que venia veu com ningú li fa cas quan realment l'animal arriba, que va inspirar la peça musical russa Pere i el llop de Serguei Prokófiev.
- El gos i l'os: un gos que porta un os a la boca es veu reflectit en un riu i quan vol agafar l'os de qui creu que és un altre gos, perd el seu, i aprèn així que la cobdícia fa perdre-ho tot.
- El corb i la guineu: un corb té un formatge al bec i la guineu el vol. Per això, adula el corb dient-li que canti, ja que li han dit que té una veu molt bonica. El corb ho fa i perd el formatge.
- La guineu i el raïm: una guineu es consola dient que un raïm -que desitja- és verd, perquè realment el que ocorre és que no el pot agafar; ha esdevingut una dita popular en diverses llengües.
- El ratolí i el lleó: un lleó captura un ratolí i aquest li prega que el perdoni, que li tornarà el favor. El lleó se'n riu, però accedeix i, més tard, és caçat amb una xarxa. El ratolí la rosega fins que allibera l'amic i demostra que no es pot menysprear ningú perquè tothom pot aportar qualitats.
- La llebre i la tortuga: una llebre i una tortuga fan una cursa. La llebre està tan confiada en el seu triomf que s'adorm i així la lenta tortuga la pot avançar.
- El roure i la canya: la tempesta destrueix l'orgullós roure i la humil canya es vincla sense trencar-se.
- La ratapinyada, l'esbarzer i la gavina: una ratapinyada, un esbarzer i una gavina, emprenien el vol per travessar el Mar. La ratapinyada posava diners, la gavina coure i l'esbarzer roba. Hi hagué una tempesta i ells van haver de tornar a la costa sense res, des d'aleshores, l'esbarzer agafa la roba dels qui passen pel seu costat, la gavina posa el cap al mar per cercar coure i la ratapinyada roba a aquells que tenen diners.

Les seves faules varen ser recuperades per Demetri de Falèron cap al 300 aC.

## Aparença repugnant
Al romanç d'Esop d'autor anònim comença amb una descripció vívida de l'aparença d'Isop, dient que era «d'aspecte repugnant ... panxol, de cap deformat, de nas pla, moreno, nan, de cames arruinades, de braços curts, d'ulls entrebillats, de llavis de fetge, una monstruositat portentosa» o, com diu una altra traducció, «una creació defectuosa de Prometeu mig adormit». L'aparença la destaca Himeri al segle iv, que diu que Isop «se'n va riure i se'n va burlar, no per alguns dels seus contes, sinó per la seva mirada i el so de la seva veu. L'evidència d'aquestes dues fonts és dubtosa, ja que Himeri va viure uns 800 anys després d'Isop i la seva imatge d'Isope es basa essencialment en la ficció. El cas és que en algun moment la idea d'un Isop lleig, fins i tot deforme, es va apoderar de la imaginació popular. Els estudiosos han començat a examinar per què i com es va desenvolupar aquesta «tradició fisionòmica».
Una tradició molt posterior representa Isop com un africà negre d'Etiòpia. El primer promulgador conegut de la idea va ser Planudes, un erudit romà d'Orient del segle xiii que va fer una revisió de The Aesop Romance on es conjectura que Isop podria haver estat etíop, donat el seu nom. Però d'acord amb Gert-Jan van Dijk, l«a derivació de Planudes de Isop de Etiòpia és... etimològicament incorrecta», i Frank Snowden diu que el relat de Planudes «no té cap valor quant a la fiabilitat d'Isop com a «etíop».
La idea de l'origen africà d'Aesop va reaparèixer més tard a Gran Bretanya, com ho demostra l'animada figureta d'un negre de la fàbrica de porcellana de Chelsea que va fer una sèrie sobre Iesop a mitjans del segle XVIII. El 1856 William Martin Leake va repetir el fals vincle etimològic d'«Isop» amb «Etíop» quan va suggerir que el «cap d'un negre» trobat en diverses monedes de l'antiga Delfos (amb exemplars datats des del 520 aC) representaven Isop, presumiblement per commemorar la seva execució a Delfos. Panofka va suposar que el cap era un retrat de Delfos, fundador de Delfos, visió que va ser repetida més tard per Frank Snowden, que tanmateix assenyala que els arguments que s'han avançat no són suficients per establir aquesta identificació.
El 1876 el pintor italià Roberto Fontana va retratar el fabulista com a negre a Isop Narra les seves rondalles a les criades de Xanthus. Quan el quadre es va mostrar a l'Exposició Universal de París el 1878, un crític francès va dubtar: «Per què l'Isop de M. Fontana és negre com un etíop? Potser M. Fontana sap més d'Isop que nosaltres, cosa que no seria difícil.»
La idea que Esop era etíop sembla recolzada per la presència de camells, elefants i simis a les faules, tot i que és més probable que aquests elements africans hagin vingut d'Egipte i Líbia que d'Etiòpia, i les faules amb animals africans poden haver entrat a les faules esòpiques molt després que Isop hagi viscut. No obstant això, el 1932 l'antropòleg JH Driberg, repetint la vinculació Isop/Etiop, va afirmar que, mentre que «alguns diuen que [Isop] era un frigi ... la visió més general ... és que era africà», i «si Isop no era africà, hauria d'haver-ho estat»; i el 2002 Richard A. Lobban Jr. va citar el nombre d'animals africans i «artefactes» a les faules isòpiques com a «evidència circumstancial» que Isop era un narrador nubi.
La percepció popular d'Esop com a negre es va argumentar mitjançant la comparació entre les seves faules i les històries del trampós Br'er Rabbit explicades pels esclaus africans a Amèrica del Nord. A la introducció d'Ian Colvin a Aesop in Politics (1914), per exemple, el fabulista està entre cometes amb l'oncle Remus, «Perquè tots dos eren esclaus, i tots dos eren negres». El paper tradicional de l'esclau Isope com «una mena d'heroi cultural dels oprimits» és encara més promogut per la vida de ficció, emergint «com un manual de com fer-ho per a la manipulació reeixida dels superiors». Aquesta percepció va ser reforçada a nivell popular per la producció de televisió de 1971 Aesop's Fables en la qual Bill Cosby interpretava a Esop. En aquesta barreja d'acció en directe i animació, Esop explica faules que diferencien entre ambició realista i irreal i la seva versió de La tortuga i la llebre il·lustra com aprofitar l'excés de confiança de l'oponent.
En altres continents, Isopo ha sofert ocasionalment un cert grau d'aculturació. Això és evident a la producció de 2010 d'Isango Portobello de l'obra Aesop's Fables al Fugard Theatre de Ciutat del Cap, Sud-àfrica. Basat en un guió del dramaturg britànic Peter Terson (1983), va ser adaptat amb molts canvis pel director Mark Dornford-May per a fer un musical utilitzant instrumentació, dansa i convencions escèniques natives africanes. Tot i que Isop és retratat com a grec i vestit amb la túnica curta grega, la producció totalment negra contextualitza la història en la història recent de Sud-àfrica. L'antic esclau, se'ns diu «aprèn que la llibertat ve amb responsabilitat mentre viatja cap a la seva pròpia llibertat, unit als personatges animals de les seves faules semblants a paràboles».
Ja hi havia hagut un exemple d'aculturació asiàtica al Japó del segle XVII. Allà els missioners portuguesos havien introduït una traducció de les rondalles ( Esopo no Fabulas, 1593) que incloïa la biografia d'Isopo. Això va ser recuperat pels impressors japonesos i va passar a través de diverses edicions sota el títol Isopo Monogatari. Fins i tot quan els europeus van ser expulsats del Japó i el cristianisme proscrit, aquest text va sobreviure, en part perquè la figura d'Isop havia estat assimilada a la cultura i representada en xilografies vestit amb vestits japonesos.

## Traduccions catalanes
Hi ha hagut diverses traduccions de la seva obra al català a partir del 1550 (amb el títol Libre del savi e clarissim fabulador Ysop, estampat a Barcelona per Joan Carles Amorós), de les quals destaquen la d'Antoni Bulbena i Tosell el 1893 i sobretot la de Ramon Miquel i Planas a partir de les traduccions més antigues. Una de les traduccions més recents és la de Montserrat Ros el 1989. L'obra d'Isop generà una descendència prolífica, com ara els Isopets, una mena de llibre escolar, compendi de les faules d'aquest autor.
- Faules - volum I. Traducció grec/català de Francesc J. Cuartero i Montserrat Ros. 166 pàgines. Col·lecció Fundació Bernat Metge, any 1984.
- Faules - volum II. Revisió-traducció grec/català de Montserrat Ros i Francesc J. Cuartero. 225 pàgines. Col·lecció Fundació Bernat Metge, any 1989. Barcelona.

## Al cinema i la televisió
Les faules d'Isop han estat adaptades en multitud d'ocasions per a la televisió, sovint en format curt; alguns exemples són alguns passatges de les Silly Symphonies de Walt Disney. La seva vida també ha estat adaptada a dibuixos animats a la mini-sèrie Vida d'Isop, produïda per Pedro Alonso Pablos el 2020.